# Paramugil georgii
Paramugil georgii är en fiskart som först beskrevs av Ogilby, 1897.  Paramugil georgii ingår i släktet Paramugil och familjen multfiskar. Inga underarter finns listade i Catalogue of Life.